# Horní Lideč
Horní Lideč là một làng thuộc huyện Vsetín, vùng Zlínský, Cộng hòa Séc.